# Brévands

Brévands este o comună în departamentul Manche, Franța. În 2009 avea o populație de 362 de locuitori.